# Halové české rekordy v atletice – muži
Seznam halových rekordů českých atletů podle atletických disciplín:
| Disciplína    | Atlet                                             | Výkon      | Klub                  | Datum rekordu           | Místo rekordu |
| ------------- | ------------------------------------------------- | ---------- | --------------------- | ----------------------- | ------------- |
| 50 m          | František Ptáčník Jiří Valík                      | 5,73 s     | Sparta Praha RH Praha | 26. 2. 1985 10. 2. 1990 | Praha         |
| 60 m          | František Ptáčník                                 | 6,58 s     | Sparta Praha          | 21. 2. 1987             | Liévin        |
| 200 m         | Pavel Maslák                                      | 20,52 s    | Dukla Praha           | 16. 2. 2014             | Praha         |
| 400 m         | Pavel Maslák                                      | 45,24 s    | Dukla Praha           | 8. 3. 2014              | Sopoty        |
| 800 m         | Roman Oravec                                      | 1:45,97    | USK Praha             | 6. 2. 1999              | Ames          |
| 1 000 m       | Jakub Holuša                                      | 2:18,27    | Dukla Praha           | 17. 2. 2016             | Stockholm     |
| 1 500 m       | Jakub Holuša                                      | 3:37,68    | Dukla Praha           | 8. 3. 2015              | Praha         |
| 1 míle        | Jan Friš                                          | 3:56,29    | AK Hodonín            | 4.2.2025                | Ostrava       |
| 3 000 m       | Lubomír Tesáček                                   | 7:48,8     | Dukla Praha           | 28. 1. 1981 (nejstarší) | Praha         |
| 5 000 m       | Lubomír Tesáček                                   | 13:39,0    | Dukla Praha           | 22. 2. 1984             | Praha         |
| 50 m překážek | Igor Kováč                                        | 6,41 s     | Dukla Praha           | 15. 2. 1992             | Praha         |
| 60 m překážek | Petr Svoboda                                      | 7,44 s     | PSK Olymp Praha       | 27. 2. 2010             | Praha         |
| Skok do výšky | Jaroslav Bába                                     | 2,37 m     | SSK Vítkovice         | 5. 2. 2005              | Arnstadt      |
| Skok o tyči   | Michal Balner                                     | 5,82 m     | Dukla Praha           | 24. 6. 2015             | Baku          |
| Skok daleký   | Milan Gombala                                     | 8,18 m     | Dukla Praha           | 16. 2. 1992             | Praha         |
| Trojskok      | Ján Čado                                          | 17,23 m    | Slavia Praha          | 2. 3. 1985              | Athény        |
| Vrh koulí     | Tomáš Staněk                                      | 22,17 m    | VŠ Praha              | 6. 2. 2018              | Düsseldorf    |
| Sedmiboj      | Roman Šebrle                                      | 6 438 bodů | Dukla Praha           | 6. 3. 2004              | Budapešť      |
| 5 km chůze    | Jiří Malysa                                       | 19:01,0    | Slezan Opava          | 11. 1. 1994             | Ostrava       |
| 4 × 200 m     | Ondřej Macík Vít Müller Jiří Polák Tomáš Němejc   | 1:23,71    | ---                   | 23. 2. 2025 (nejmladší) | Ostrava       |
| 4 × 400 m     | Daniel Němeček Patrik Šorm Jan Tesař Pavel Maslák | 3:04,09    | ---                   | 8. 3. 2015              | Praha         |